# Han Dongfang
Han Dongfang  (韩东方; pinyin: Hán Dōngfāng) (Shanxi, 1963), é um advogado que tem lutado pelos direitos dos trabalhadores na China por mais de duas décadas, tempo no qual ele recebeu inúmeros prêmios internacionais, incluindo o Democracy Award, em 1993, do U.S. National Endowment for Democracy.
Depois da revogação de seu passaporte em 1993, Han passou a residir em Hong Kong.
"1989 foi a primeira vez que o próprio povo chinês enfrentou diretamente o regime. Antes disso, havia apenas esperança. O 4 de junho colocou um grande ponto de interrogação sobre a legitimidade do Partido. As pessoas perderam a confiança e perderam a esperança. Meu sonho quebrou naquele dia. Foi o ponto de virada de toda a minha vida."— Han Dongfang, maio de 2004